# Van Doude
Pour les articles homonymes, voir Doude et Herwijnen (homonymie).
Van Doude, nom de scène de Doude van Herwijnen, est un acteur néerlandais, né le 28 mai 1926 à Haarlem (Pays-Bas) et mort le 18 août 2018 à Clichy,,,.

## Biographie
Doude van Herwijnen naît à Haarlem, aux Pays-Bas, le 28 mai 1926. Il est le 4e enfant du peintre Jan-Adrianus van Herwijnen (1889-1965) et de Madeleine Bohtlingk (1886-1944), auteur dramatique.
À sa jeunesse passée à Arnhem, dans un univers artistique, succèdent, avec l'occupation allemande, des années difficiles où sévissent les exactions et la famine, jusqu'à ce que, sous les bombes lors de la bataille alliée aéroportée sur Arnhem (opération Market Garden), le jeune homme se jette dans le Rhin pour rejoindre les lignes et l'armée du général Montgomery.
Parvenu à Paris, il entre au Conservatoire dans la classe de Louis Jouvet et apprend la langue française avec Molière et Racine. C'est Musidora, la vedette du muet de Louis Feuillade, qui lui trouve son nom de scène en gardant la particule Van suivie de son prénom frison Doude : Van Doude est né.
En 1947, il joue au théâtre Edouard VII dans la pièce de Noël Coward, Joyeux Chagrins, et la critique est unanime : René Barjavel, alors critique théâtral, s'en souviendra en 1979, et Robert Kemp l'écrira dans Le Monde: « Van Doude, le meilleur acteur comique de sa génération ». 
Suit un répertoire de comédies, comme KMX Labrador de Jacques Deval ou des pièces d'Alfred Savoir, tandis qu'au cinéma, de 1949 à 1956, il tourne des films légers sous la direction de Julien Duvivier, Henri Decoin, Gene Kelly et Billy Wilder avec Ariane (Love in the Afternoon), aux côtés d'Audrey Hepburn et Gary Cooper. 
C'est Éric Rohmer avec Le Signe du Lion où "il incarne la raison, l"amitié fidèle et même la morale" (Noël Simsolo) et Jean-Luc Godard, avec À bout de souffle où Van Doude interprète son propre rôle, qui le propulsent dans ce qui va être la Nouvelle Vague : « Les acteurs font partie de la foule. [...] Personne ne prête la moindre attention à Jean Seberg et à Van Doude et pourtant, c'est ainsi que Jean-Luc Godard et quelques autres ont accompli une révolution esthétique »
En 1971 il a joué au Théâtre des Ambassadeurs la pièce d' Arthur Miller Incident à Vichy, créée en France dans la mise en scène de Michel de Ré avec Sacha Pitoëff. Ce fut un évènement théâtral considérable que les critiques consacrèrent dans l'unanimité (note 5).
De sa filmographie au cinéma ou à la télévision, on retiendra sa collaboration avec François Truffaut, Roger Vadim, Yves Boisset, Claude Sautet, Édouard Molinaro, Costa-Gavras, Christian-Jaque et Alain Resnais.
Et de sa carrière internationale, Terence Young, Fred Zinnemann, Jules Dassin, Sydney Pollack, Paddy Chayefsky, le distribuent tandis qu'il poursuit en Hollande sa collaboration avec Fons Rademakers ou Guido Peters. 
Expert en modélisme ferroviaire, il a conçu, construit et aménagé un réseau qui peut se comparer à un chef-d'œuvre — au sens des Compagnons du Devoir.

## Théâtre
Les informations mentionnées dans cette section proviennent en partie de la base de données des Archives du spectacle.
- 1947 (débuts au théâtre) : Joyeux Chagrins de et avec Noël Coward, adaptation d'André Roussin, théâtre Édouard-VII,
- 1948 : KMX Labrador de H. W. Reed, adaptation par Jacques Deval, mise en scène Jacques Deval, théâtre de la Michodière
- 1951-1952 : L’Histoire du docteur Faust, adaptation de La Tragique Histoire du docteur Faust de Christopher Marlowe, mise en scène Jean Le Poulain, théâtre de l'œuvre : le 1er diable « Bruno le Saxon »
- 1952 : Mère Courage et ses enfants de Bertolt Brecht, mise en scène Jean Vilar, TNP
- 1955 : L'Éventail de Lady Windermere d'Oscar Wilde, adaptation par Michèle Lahaye, mise en scène Marcelle Tassencourt, théâtre Hébertot : Monsieur Dumby
- 1959-1960 : Carlota de Miguel Mihura, mise en scène Jacques Mauclair, théâtre Édouard-VII : Fred Sullivan
- 1964-1965 : Des clowns par milliers, adaptation par Jean Cosmos de A Thousand Clowns d'Herb Gardner (en), mise en scène Raymond Rouleau, théâtre des Célestins, avec Yves Montand : Albert Admunsen
- 1965-1966 : Le Goûter des généraux de Boris Vian, mise en scène François Maistre, théâtre de la Gaité-Montparnasse : le Général Jackson
- 1966-1967 : La Calèche de Jean Giono, mise en scène Jean-Pierre Grenier, théâtre des Célestins : John
- 1969 : Pygmalion de George Bernard Shaw, mise en scène Pierre Franck, théâtre des Célestins
- 1971 : Incident à Vichy d'Arthur Miller, création en France, mise en scène Michel de Ré, théâtre des Ambassadeurs, avec Sacha Pitoëff, Rôle : le Major allemand
- 1971-1972 : Tout à l'heure de Jeannine Worms, mise en scène Jacques Échantillon, théâtre de l'Odéon : le quatrième monsieur
- 1972-1973 : Jules César de William Shakespeare, adaptation par Maurice Sarrazin et Edmond Fleg, mise en scène Maurice Sarrazin, théâtre Sorano : Marcus Junius Brutus
- 1985 : Les Gens d'en face, adaptation par Éric Kahane de A Pack of Lies d'Hugh Withemore, mise en scène Jonathan Critchley, théâtre Montparnasse, avec Françoise Fabian et Marcel Bozzuffi

## Filmographie sélective

### Cinéma
- 1949 : Mission à Tanger d'André Hunebelle : un client du cabaret
- 1951 : Paris chante toujours de Pierre Montazel
- 1956 : Notre-Dame de Paris de Jean Delannoy : la Mort du carnaval des Fous
- 1957 : Ariane (Love in the Afternoon) de Billy Wilder : Michel
- 1957 : Tous peuvent me tuer d'Henri Decoin
- 1957 : Pot-Bouille de Julien Duvivier : Hector Trublot
- 1958 : Maxime d'Henri Verneuil : Marcel
- 1959 : Le Signe du Lion d'Éric Rohmer : Jean-François Santeuil
- 1960 : À bout de souffle de Jean-Luc Godard : Van Doude (son propre personnage), le journaliste américain
- 1960 : Drame dans un miroir (Crack in the Mirror) de Richard Fleischer : le stagiaire
- 1961 : Le Président d'Henri Verneuil : le journaliste britannique
- 1961 : Inconnu aux services secrets de Fons Rademakers.
- 1961 : La Mort de Belle d'Édouard Molinaro : le professeur Lewis
- 1962 : Le Procès d'Orson Welles
- 1964 : Une ravissante idiote d'Édouard Molinaro : le policier au barrage
- 1964 : Mata Hari de Jean-Louis Richard : un policier à la sortie de la banque
- 1966 : La Curée de Roger Vadim : un invité
- 1966 : La Danse du héron de Fons Rademakers : Paul
- 1966 : La Fantastique Histoire vraie d'Eddie Chapman (Triple Cross) de Terence Young : un des officiers du complot
- 1967 : Le Désordre à vingt ans, documentaire de Jacques Baratier : lui-même
- 1968 : La mariée était en noir de François Truffaut : l'inspecteur de police
- 1968 : Je t'aime, je t'aime d'Alain Resnais : Jan Rouffer, le Chef du Centre Crespel
- 1969 : Z de Costa-Gavras : le Directeur de l'hôpital
- 1970 : La Promesse de l'aube (Promise at Dawn) de Jules Dassin : un officier
- 1971 : Boulevard du rhum de Robert Enrico : un invité
- 1973 : Chacal (The Day of the Jackal) de Fred Zinnemann
- 1974 : Stavisky d'Alain Resnais : l'inspecteur principal Gardet, de La Sûreté
- 1977 : Le Juge Fayard dit « le Shériff » d'Yves Boisset : le gentleman farmer
- 1977 : Bobby Deerfield de Sydney Pollack : le flûtiste
- 1978 : L’Argent des autres de Christian de Chalonge : le président du tribunal
- 1979 : Kort Amerikaans, film néerlandais de Guido Peters : le père d'Eric (crédité Pierre Van Doude)
- 1979 : Il était un musicien, Richard Strauss, d'Édouard Molinaro : le Kaiser.
- 1988 : Bernadette de Jean Delannoy : le procureur Vital-Dutour
- 1990 : Une femme parfaite (Sweet Revenge) de Charlotte Brandström
- 1992 : Un cœur en hiver de Claude Sautet

### Télévision
- 1960 : Liberty Bar, téléfilm de Jean-Marie Coldefy
- 1963 : La Route série télévisée de Pierre Cardinal
- 1964 : Commandant X - épisode : Le Dossier Saint Mathieu de Jean-Paul Carrère
- 1971 : Des yeux, par milliers, braqués sur nous, téléfilm d'Alain Boudet
- 1971 : Les Enquêtes du commissaire Maigret, série, épisode Maigret et le fantôme de René Lucot : Nortis Jonker
- 1971 : Aux frontières du possible : épisode : Attention : nécroses mentales de Victor Vicas
- 1972 - 1984 Messieurs Les Jurés , série d'André Michel et Alain Franck, rôle du médecin légiste, le professeur Ledain
- 1974 : Le Tribunal de l'impossible (TV) - épisode Agathe ou L'avenir rêvé de Yves-André Hubert et Michel Subiela
- 1975 : Les Brigades du Tigre, série de Victor Vicas, épisode L'Auxiliaire
- 1975 : Marie-Antoinette, série de Guy Lefranc : le comte de Mercy-Argenteau, ambassadeur de France à Vienne.
- 1975 : Les Rosenberg ne doivent pas mourir, pièce d'Alain Decaux, réalisation : Stellio Lorenzi : Le juge Jannings
- 1976 : Première Neige, téléfilm de Claude Santelli : le médecin
- 1978 : Sam et Sally, série, épisode Week-end à Deauville, réalisé par Nicolas Ribowski
- 1979 :  Désiré Lafarge  épisode : Désiré Lafarge et le Hollandais de Jean Pignol
- 1980 : Les Aventures de Thomas Gordon, mini-série de Régis Forissier : Sir Everton
- 1982 : Marion (épisode Pour une poignée de kilos)   de Jean Pignol : Le professeur Flint
- 1983 : La Veuve rouge, téléfilm d'Édouard Molinaro : Lord Sulton
- 1983 : Les Nouvelles Brigades du Tigre, série de Victor Vicas, épisode Les Fantômes de Noël
- 1984 : L'Homme de Suez, téléfilm de Christian-Jaque : l'ambassadeur d'Angleterre en Égypte
- 1987 : Maguy, saison 3 : épisode "De briques et de broc"